# Данбери
Данбери (енгл. Danbury) град је у америчкој савезној држави Конектикат. По попису становништва из 2010. у њему је живело 80.893 становника.

## Демографија
Према попису становништва из 2010. у граду је живело 80.893 становника, што је 6.045 (8,1%) становника више него 2000. године.
| Група             | 2000.          | 2010.          |
| Белци             | 50.945 (68,1%) | 46.309 (57,2%) |
| Афроамериканци    | 5.060 (6,8%)   | 5.803 (7,2%)   |
| Азијати           | 4.082 (5,5%)   | 5.474 (6,8%)   |
| Хиспаноамериканци | 11.791 (15,8%) | 20.185 (25,0%) |
| Укупно            | 74.848         | 80.893         |

## Партнерски градови
- Деколатура